# Approssimazione di Kochański
In matematica, l'approssimazione di Kochański consente di ottenere un valore approssimato di π a partire da una particolare costruzione geometrica. Prende il nome dal religioso gesuita e matematico polacco Adam Adamandy Kochański, che per primo la propose nel suo trattato Observationes Cyclometricæ ad facilitandam Praxin accommodatae del 1685, dedicato al problema della rettificazione della circonferenza.

## Costruzioni

La costruzione di Kochański, così come appare nellObservationes Cyclometricæ.

La costruzione che segue è la versione originale che compare nel trattato di Kochański e fornisce una soluzione al problema della rettificazione di una circonferenza unitaria, attraverso la determinazione geometrica di un segmento di lunghezza approssimativamente pari a π (cioè la semicirconferenza di un cerchio unitario).
Si costruisca una semicirconferenza {\displaystyle BCD} di raggio unitario centrata in {\displaystyle A} e la si inscriva nel rettangolo {\displaystyle BGHD}. Si tracci il raggio {\displaystyle AE} che forma rispetto al raggio {\displaystyle AC} un angolo di {\displaystyle 60^{\circ }}, e lo si prolunghi fino a intercettare il segmento {\displaystyle BG} nel punto {\displaystyle I}. Si prolunghi infine {\displaystyle DH} di un segmento {\displaystyle HL} di lunghezza pari al diametro della semicirconferenza.
La lunghezza del segmento {\displaystyle IL} è una approssimazione di π: infatti, riguardando {\displaystyle IL} come l'ipotenusa del triangolo rettangolo {\displaystyle IKL} e applicando il teorema di Pitagora si ha che:
{\displaystyle {\begin{aligned}IL&={\sqrt {IK^{2}+KL^{2}}}={\sqrt {2^{2}+\left[\left(1-\tan {30^{\circ }}\right)+2\right]^{2}}}\\&={\sqrt {4+\left(3-{\frac {1}{3}}{\sqrt {3}}\right)^{2}}}={\sqrt {{\frac {40}{3}}-2{\sqrt {3}}}}=3,141533...\approx \pi .\end{aligned}}}

### Costruzione alternativa

Una costruzione alternativa.

Si costruisca una circonferenza di raggio unitario centrata in {\displaystyle O}, e si definisca un sistema di riferimento con l'asse delle ordinate passante per il diametro verticale e l'origine posta nel punto {\displaystyle A}. Si tracci ora il cerchio centrato in {\displaystyle A} e di raggio unitario; esso intersecherà il primo cerchio nel punto {\displaystyle C\left(-{\frac {\sqrt {3}}{2}},{\frac {1}{2}}\right)}. Si tracci il cerchio centrato in {\displaystyle C} di raggio unitario, che intersecherà il secondo cerchio nel punto {\displaystyle D\left(-{\frac {\sqrt {3}}{2}},-{\frac {1}{2}}\right)}. Il segmento che congiunge {\displaystyle O} e {\displaystyle D} interseca l'asse delle ascisse passante per {\displaystyle A} nel punto {\displaystyle E\left(-{\frac {\sqrt {3}}{3}},0\right)}. Si costruisca infine il punto {\displaystyle F\left(3-{\frac {\sqrt {3}}{3}},0\right)} in modo che si trovi a distanza 3 da {\displaystyle D} nella direzione positiva delle ascisse.
La lunghezza del segmento {\displaystyle BF} ottenuto da questa costruzione geometrica è una approssimazione del valore di π, corretta fino alla quarta cifra decimale. Infatti, osservando {\displaystyle BF} come l'ipotenusa del triangolo rettangolo {\displaystyle BAF} e applicando il teorema di Pitagora si ha:
{\displaystyle BF={\sqrt {2^{2}+\left(3-{\frac {1}{3}}{\sqrt {3}}\right)^{2}}}={\sqrt {{\frac {40}{3}}-2{\sqrt {3}}}}=3,141533...\approx \pi .}